# Drenovac (miasto Kragujevac)
Drenovac (cyr. Дреновац) – wieś w Serbii, w okręgu szumadijskim, w mieście Kragujevac. W 2011 roku liczyła 333 mieszkańców.